# Twisted Sister
Twisted Sister bio je američki heavy metal sastav iz New Yorka koji je najveću popularnost stekao tijekom 70-ih i 80-ih godina prošloga stoljeća.

## Članovi sastava

### Zadnja postava
- Dee Snider – vokali (1976. – 1987., 1988., 1997., 2001., 2003. – 2016.)
- Jay Jay French – glavna i ritam gitara, prateći vokali (1972. – 1987., 1988., 1997., 2001., 2003. – 2016.)
- Eddie Ojeda – glavna i ritam gitara, prateći vokali (1975. – 1987., 1988., 1997., 2001., 2003. – 2016.)
- Mark Mendoza – bas-gitara, prateći vokali (1978. – 1987., 1988., 1997., 2001., 2003. – 2016.)
- Mike Portnoy – bubnjevi (2015. – 2016.)

### Bivši članovi
- Mel Anderson – bubnjevi (1973. – 1978.)
- Kenny Neill – bas-gitara (1973. – 1975.)
- Michael O'Neill – vokali (1973. – 1974.)
- Billy Stiger – gitara (1973. – 1974.)
- Keith "Angel" Angelino – gitara (1975.)
- Frank Karuba – vokali (1975.)
- Kevin John Grace – bubnjevi (1975. – 1976.)
- Tony Petri[2] bubnjevi (1976. – 1980.)
- Ritchie Teeter – bubnjevi (1980. – 1981.)
- Joey Brighton – bubnjevi (1981. – 1982.)
- A. J. Pero – bubnjevi (1982. – 1986., 1997., 2001., 2003. – 2015.; preminuo)
- Joey "Seven" Franco – bubnjevi (1986. – 1987., 1988.)

## Diskografija
- Under the Blade (1982.)
- You Can't Stop Rock 'n' Roll (1983.)
- Stay Hungry (1984.)
- Come Out and Play (1985.)
- Love Is for Suckers (1987.)
- Still Hungry (2004.)
- A Twisted Christmas (2006.)